# Stefan Bissegger
Stefan Bissegger   (Weinfelden, 13 de setembre de 1998) és un ciclista suís, professional des del 2020, quan fitxà per l'equip Decathlon-AG2R La Mondiale. Combina el ciclisme en pista amb la carretera.
En el seu palmarès destaquen èxits en categories inferiors, com poden ser dos campionats nacionals en contrarellotge sub-23, el 2018 i 2019, i la medalla de plata en la prova en ruta sub-23 del Campionat del món de 2019.
Com a professional el seu primer gran èxit fou la tercera etapa de la París-Niça de 2021.

## Palmarès
- 2015
  - Vencedor d'una etapa al Tour del País de Vaud
- 2016
  - 1r als Tres dies d'Axel i vencedor de 2 etapes
  - Vencedor d'una etapa al Tour del País de Vaud
- 2017
  - 1r al Tour de Berna amateur
- 2018
  -  Campió de Suïssa de contrarellotge sub-23
- 2019
  -  Campió de Suïssa de contrarellotge sub-23
  - 1r al Tour de Berna
  - Vencedor d'una etapa a la New Zealand Cycle Classic
  - Vencedor d'una etapa al Tour del Jura
  - Vencedor d'una etapa al Tour de l'Ain
  - Vencedor d'una etapa al Gran Premi Priessnitz spa
  - Vencedor d'una etapa al Tour de l'Avenir
- 2021
  - Vencedor d'una etapa a la París-Niça
  - Vencedor d'una etapa a la Volta a Suïssa
  - Vencedor d'una etapa al Tour del Benelux
- 2022
  -  Campió d'Europa en contrarellotge
  - Vencedor d'una etapa a l'UAE Tour
- 2023
  -  Campió de Suïssa de contrarellotge
- 2025
  - 1r al Radsportfest Märwil

### Resultats al Tour de França
- 2021. 103è de la classificació general
- 2022. 83è de la classificació general
- 2024. 100è de la classificació general
- 2025. Abandona a la 1a etapa

### Resultats a la Volta a Espanya
- 2023. 117è de la classificació general